# Ракевич, Александра Казимира
Александра Казимира Ракевич урождённая — Ладновская (пол. Aleksandra Rakiewicz; 1836, 1838 или 6 марта 1840, Плоцк — 25 ноября 1898, Варшава, Царство Польское, Российская империя) — польская театральная актриса

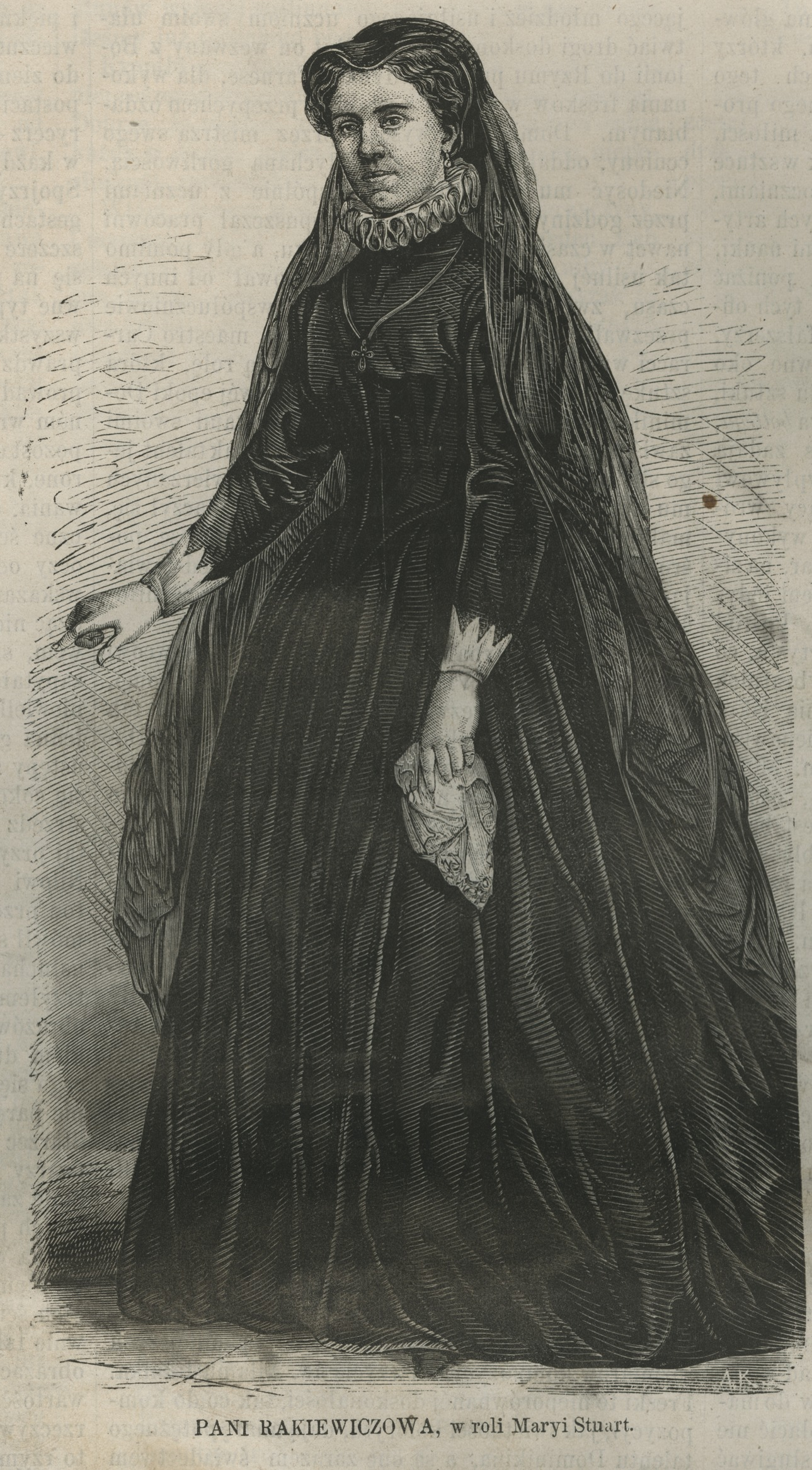
Александра Ракевич в роли Марии Стюарт

.

## Биография
Из дворян герба Слеповрон. Родилась в семье актёра, режиссёра и драматурга Александра Ладновского (1815—1891).
С 1854 выступала на сценах театров Кракова, затем в провинции, с 1858 года — актриса Варшавских правительственных театров. Амплуа — драматическая и трагическая актриса. По воспоминаниям специалистов «она была исключительно красива и обладала большой эмоциональной силой». В течение своей карьеры считалась одной из соперниц Хелены Моджеевской на театральной сцене.
В 1856 году вышла замуж за архитектора Винцентия Ракевича.
Её помнят, в основном, по драматическим ролям в таких пьесах, как «Барбара Радзивиллувна» Алоизия Фелиньского, «Мария Стюарт» Фридриха Шиллера и «Адриана Лекуврёр» Эжена Скриба и Эрнеста Легуве и др.
Похоронена в фамильной усыпальнице на кладбище Старые Повонзки в Варшаве.

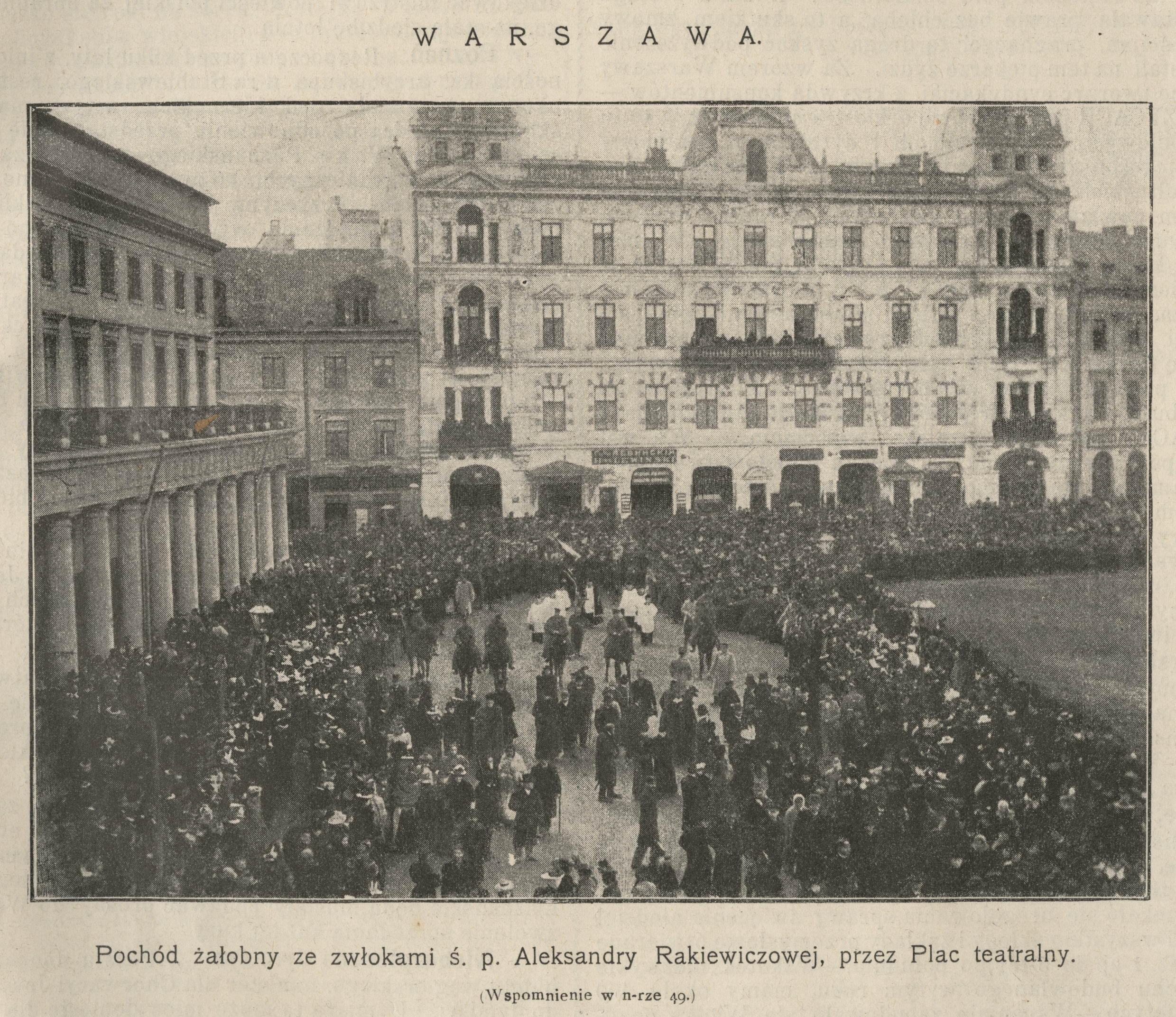
Похороны А. Ракевич на Театральной площади Варшавы